# The Sims
The Sims là một loạt các trò chơi video mô phỏng cuộc sống được Maxis phát triển và được xuất bản bởi Electronic Arts. Thương hiệu này đã bán được gần 200 triệu bản trên toàn thế giới và đây là một trong những loạt trò chơi video bán chạy nhất mọi thời đại.
Các trò chơi trong dòng trò chơi Sims phần lớn là các trò chơi hộp cát, trong đó chúng không có bất kỳ mục tiêu xác định nào (ngoại trừ một số gói mở rộng sau này và các phiên bản console giới thiệu kiểu chơi này). Người chơi tạo ra những người ảo gọi là "Sims", đặt họ trong nhà và giúp định hướng tâm trạng của họ và thỏa mãn mong muốn của họ. Người chơi có thể đặt Sim của mình trong những ngôi nhà được xây dựng sẵn hoặc tự xây dựng chúng. Mỗi gói mở rộng liên tiếp và trò chơi trong sê-ri đều tăng cường những gì người chơi có thể làm với Sims của họ.
Sê-ri The Sims là một phần của dòng trò chơi Sim lớn hơn, được bắt đầu bởi SimCity vào năm 1989.